# Saint-Bresson (Gard)
Saint-Bresson ist eine französische Gemeinde mit 71 Einwohnern (Stand 1. Januar 2022) im Département Gard in der Region Okzitanien.

## Geografie
Die Gemeinde Saint-Bresson liegt im Bergland der Cevennen und befindet sich 44 Kilometer nördlich der Regionalhauptstadt Montpellier sowie fünfeinhalb Kilometer südöstlich der 4.000 Einwohner zählenden Kleinstadt Le Vigan. Ihr Gebiet ist zu einem sehr großen Teil von bewaldeten Hügeln geprägt und weist zwischen dem höchsten und dem niedrigsten Punkt eine Höhendifferenz von fast 500 Metern auf. Durchflossen wird die Gemeinde von den kleinen Bachläufen Coularou und Maudesse, ein Flusstal wie das nördlich gelegene Tal der Arre weist Saint-Bresson aber nicht auf. 
Das Dorf Saint-Bresson liegt auf dem Gipfel eines rund 500 Meter hohen Hügels. Neben dem Kernort umfasst die Gemeinde einige Weiler bzw. Landhäuser (mas), welche mit alten Baumbeständen von Eichen, Kastanien und Olivenbäumen in Verbindung stehen. Saint-Bresson leidet aufgrund des Fehlens eines größeren Flusses und weiterer Gegebenheiten unter einer grundsätzlichen Wasserknappheit, was neben der abgeschiedenen Lage in den Bergen als weitere Erklärung für die niedrige Bevölkerungsdichte dienen kann.
Die Nachbargemeinden von Saint-Bresson sind Roquedur im Norden, Saint-Julien-de-la-Nef im Osten, Saint-Laurent-le-Minier im Südosten, Pommiers im Südwesten und Le Vigan im Westen bzw. Nordwesten.

### Infrastruktur
Über eine lokale Straße besteht eine direkte Anbindung nach Le Vigan, während die in entgegengesetzter Richtung gelegene Kleinstadt Ganges nur durch einen Umweg über Saint-Laurent-le-Minier zu erreichen ist. Von Ganges aus bestehen Verbindungen zu den Großstädten Montpellier und Nîmes.

## Geschichte und Wirtschaft
Aufgrund des herrschenden Wassermangels und der ohnehin geringen Eignung des Geländes fanden klassische Formen der Landwirtschaft in Saint-Bresson nie Verbreitung. Stattdessen standen stets davon nicht betroffene Zweige wie die Schafzucht oder der Gemüseanbau zum Beispiel in Form der Kultivierung der milden Zwiebel der Cevennen im Vordergrund. Diese Tradition ist bis heute erhalten geblieben, während die in früheren Zeiten bedeutende Olivenproduktion beispielsweise keine Rolle mehr spielte. Bekannt ist Saint-Bresson auch für seine einst großen Vorkommen von Trüffelpilzen. Während der französischen Revolution, die ein Verbot religiöser Ortsnamen vorsah, trug die Kommune daran angelehnt den Namen Mont-aux-Truffes oder alternativ Mont-Truffier. Mittlerweile sind Trüffel allerdings deutlich seltener zu finden.
Mit Beginn des 21. Jahrhunderts trieb das auf rund 50 Einwohner geschrumpfte Dorf eine Innovation voran, indem es seine Haushalte mit einem gemeinsamen Internetzugang zusammenschloss. Damit konnte auch der geografischen Abgelegenheit entgegengewirkt werden, da einige Einwohner dadurch auf Heimarbeit umstellen konnten.

## Bevölkerungsentwicklung
| Jahr      | 1962 | 1968 | 1975 | 1982 | 1990 | 1999 | 2006 | 2012 |
| --------- | ---- | ---- | ---- | ---- | ---- | ---- | ---- | ---- |
| Einwohner | 82   | 73   | 69   | 53   | 48   | 52   | 64   | 53   |

Im Jahr 1793 zählte Saint-Bresson noch 204 Einwohner und in der nachfolgenden Zeit kam es zu einem Anwachsen der Bevölkerung bis auf 316 Menschen, die 1856 erfasst wurden. Dann setzte ein leichter Negativtrend ein, der sich in der ersten Hälfte des 20. Jahrhunderts sehr verstärkte. Besonders zur Zeit der Weltkriege verlor die Kommune an Bevölkerung und letztlich war der Wert bis 1954 auf nur noch 86 Bewohner geschrumpft. Bis in die 1980er-Jahre hinein ging die Einwohnerzahl nochmals deutlich zurück und pendelte sich von da an auf einem Niveau von etwa 50 Menschen ein.